# Malabar (comics)
Pour les articles homonymes, voir Malabar.
Malabar (Strong Guy en VO) est un super-héros appartenant à l'univers de Marvel Comics. Il apparut pour la première fois dans New Mutants #29 en 1985, créé par Chris Claremont et Bill Sienkiewicz avant d'être réinventé par Peter David et Larry Stroman dans X-Factor (volume 1) #71.

## Origine
Enfant, Guido Carosella était un pitre, mais il n'était pas le plus populaire de son collège. Un jour, il essaya d'aller parler à une fille qu'il aimait en secret, mais fut attaqué par le petit ami de cette dernière. Il s'enfuit et tomba devant le bus scolaire qui le frappa de plein fouet. Cela réveilla chez lui sa mutation, et déforma sa forme physique (car il ne connaissait pas encore la limite de son pouvoir).
Plus tard, ses parents furent tués par la chute d'un satellite, et il hérita d'une petite fortune.
Mais de mauvais investissements le laissèrent ruiné. Il fut alors engagé comme garde du corps pour Lila Cheney, la rock-star intergalactique, et il rencontra les X-Men, ainsi que Dazzler dont il devint l'ami.
Possédé mentalement par le Roi d'ombre, il se retrouva sur l'île de Muir avec Cyrène, Polaris et Jamie Madrox, tous sous la coupe du mutant maléfique. Ils furent libérés par les X-Men revenus de l'espace.

### Le gros-bras de Facteur-X
Guido, Polaris et Jamie furent recrutés par Valerie Cooper au sein de la toute nouvelle équipe de mutants du gouvernement, Facteur-X. Ils furent rejoints par Havok, Félina et Vif-Argent. Il prit le nom de code Malabar.
Bientôt, l'équipe affronta les Nasty Boys. Au cours d'un combat contre Slab, Guido détruisit le monument de Washington. Humilié, il songea à partir, mais prit finalement sa revanche sur Slab.
Il affronta ensuite avec difficulté Hulk, le F.L.M., Cyber et les Hell's Belles. Il combattit aussi la Confrérie des Mauvais Mutants qui cherchait à recruter des réfugiés de Génosha.
Il participa aussi avec son équipe à la recherche de Stryfe, lors du  Chant du Bourreau.
Après un combat contre les Acolytes, il fut enlevé par Lila Cheny qui voulait l'engager de force pour une tournée intergalactique, mais Guido déclina l'offre, préférant rester avec ses camarades.
Il accompagna ensuite Félina sur l'île de Muir, où la jeune mutante voulait se déconditionner mentalement du traitement reçu quand elle était esclave au Génosha.
Troublé par la 'mort' de son ami Jamie Madrox, il prit des vacances avec Félina et retourna voir sa famille à Rhinebeck. Il découvrit qu'il était devenu une idole de la population, qu'il avait un fan-club et il retrouva même son amour de jeunesse, Mary. Il lui avoua son amour mais cette dernière l'éconduisit, effrayée par son corps. Il n'eut pas le temps d'être triste, car il dut retrouver Facteur-X de toute urgence à Hawaï, où Havok et Polaris avaient été attaqués par les Nasty Boys, puis il lutta contre la Phalanx.
Plus tard, lors d'un concert de Lila, il dut affronter le Colosse. Dans l'assaut, il chut et fut percuté par un avion. Il fit un malaise cardiaque, mais réussit à capturer le super criminel.
Plus tard encore, voulant protéger Lila d'une attaque alien, il absorba trop d'énergie et fit un infarctus. Il termina à l'hôpital de Washington, dans le coma.
Après plusieurs mois de convalescence, il se réveilla et apprit que Madrox était bien vivant. Forge l'équipa d'un pacemaker spécial, lui permettant d'utiliser ses pouvoirs.
On le retrouva plus tard, lutteur dans les arènes de combat de Masato Koga.
Il fait désormais partie de l'agence d'investigation lancée par Jamie Madrox.

## Pouvoirs
- Depuis l'apparition de ses pouvoirs, mal canalisés, Guido connait d'atroces douleurs corporelles permanentes.
- Guido absorbe l'énergie cinétique pour accroître sa masse et sa force. Il doit décharger cette énergie dans les 90 secondes ou son corps se déformera encore plus.
- Grâce au premier impact quand il était jeune et qu'il n'a pas déchargé à temps, le corps difforme de Guido (plus de 300 kg) peut soulever 50 tonnes. Il peut augmenter ce poids en prenant quelques coups assez puissant pour activer son pouvoir mutant.
- Guido est équipé d'un appareil cardiaque qui lui permet d'utiliser son pouvoir sans risquer une crise cardiaque.
- Guido est par ailleurs myope mais cela ne le gène pas pour le combat rapproché.
- C'est aussi un musicien et un comédien très doué.